# Riera de Portbou
La riera de Portbou es una típica rambla mediterránea de régimen torrencial situada en el término municipal de Portbou, en la comarca del Alto Ampurdán, provincia de Gerona.

## Riadas
Aunque la riera lleva agua pocas veces el año, y generalmente cuando llueve de levante de manera importante, la propia acción del viento tapa la salida de la riera al mar. En octubre de 1987 una tromba de agua causó inundaciones en Portbou y desprendimientos de tierra en la cabecera de la riera. En octubre de 2005 hubo una tromba de agua de consecuencias menos importantes, gracias a varias actuaciones para el control de la erosión realizadas en su cuenca.
Entre 1973 y 1975 se construyó el embalse de Portbou para solucionar el problema del abastecimiento de agua potable del pequeño municipio gerundés.
En las playas de Portbou encontramos las arenas y los guijarros arrastrados por la riera y los torrentes que atraviesan su cuenca. Como el recorrido de la riera es corto, la medida de los sedimentos es considerable.